# Grzechy hetmańskie

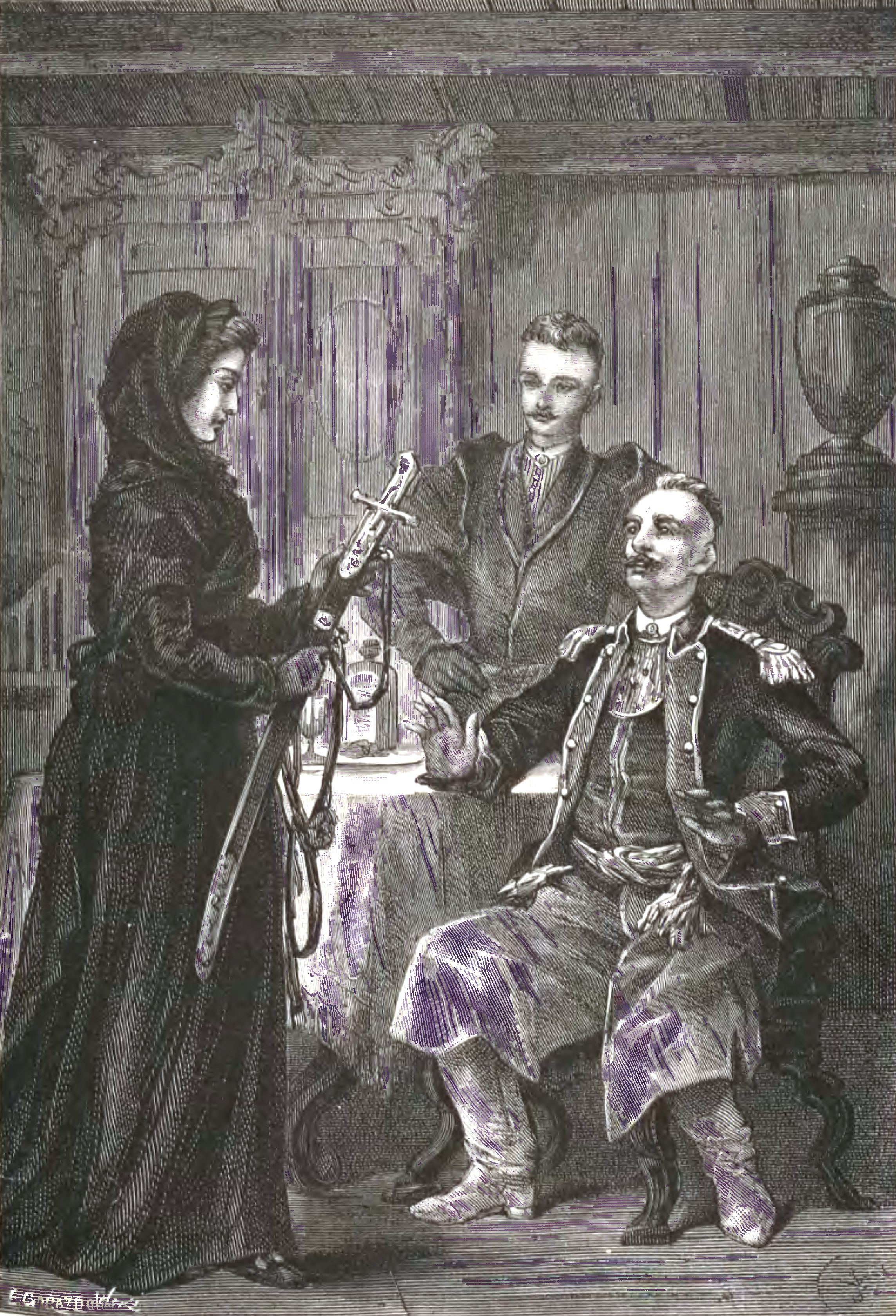
Ilustracja J. Kossaka do jednej z końcowych scen powieści

Grzechy hetmańskie. Obrazy z końca XVIII wieku – powieść historyczno-obyczajowa Józefa Ignacego Kraszewskiego wydana w 1879 roku.
Pierwotnie drukowana w odcinkach w warszawskim tygodniku „Kłosy” (styczeń–wrzesień 1879), w tym samym roku opublikowana w jednotomowej edycji przez Salomona Lewentala, ponownie dopiero w 1933 w Krakowie. Ukazała się też w przekładzie niemieckim (1881) i trzykrotnie w rosyjskim (18883, 1900, 1915).    

## Treść
Rzeczpospolita stanisławowska z drugiej połowy XVIII wieku. Trwa polityczna rywalizacja dwóch stronnictw – hetmańskiego, na czele którego stoi marzący o królewskiej koronie hetman Jan Klemens Branicki, i związanego z Rosją obozu Czartoryskich (tzw. Familii).  
W tym samym czasie w skromnym majątku położonym nieopodal hetmańskiej siedziby w Białymstoku, w Choroszczy, mieszka uboga, niedawno owdowiała ziemianka Beata, do której wielu latach nauki powraca jej syn Teodor. Wkrótce los zetknie go z hetmanem Branickim, który będzie chciał go pozyskać do pracy na rzecz swego stronnictwa. Okaże się jednak, że dumnego magnata i panią Beatę dzieli pewna dramatyczna tajemnica z przeszłości, która Teodorowi uniemożliwia karierę przy Branickim i kieruje go w stronę wrogiego stronnictwa Czartoryskich…